# Давутпаша — ЇТУ (станція метро)
41°1′14″ пн. ш. 28°54′06″ сх. д. / 41.02056° пн. ш. 28.90167° сх. д.
Давутпаша́ — ЇТУ (тур. Davutpaşa—YTÜ) — станція лінії М1 Стамбульського метрополітену. Відкрита 31 січня 1994 в рамках черги Отогар — Зейтинбурну. 
Розташування: Розташована у південній частині району Есенлер, біля входу у Технічний університет Їлдиз (тур. Yıldız Teknik Üniversitesi).
Конструкція: Естакадна станція відкритого типу з двома береговими платформами.
Пересадка:
- Автобуси: 33B, 41AT, 85C, 92B, 92C
- Маршрутки: Еюпсултан — Отогар — Давутпаша, Еврен-махаллесі — Отоджентер, Топкапи —Старсіті, Топкапи — Отоджентер, Топкапи — Багджилар — Гіїмкент, Топкапи — Багджилар — Юз'їл-махаллесі, Топкапи — Чавушпаша, Топкапи — Істоч, Топкапи — Ікітеллі, Топкапи — Бакиркьой

| Попередня станція     | Лінія | Лінія                           | Лінія | Наступна станція           |
| --------------------- | ----- | ------------------------------- | ----- | -------------------------- |
| Теразидере до Єнікапи |       | M1 (Стамбульський метрополітен) |       | Мертер до Аеропорт Ататюрк |